# John McCrea

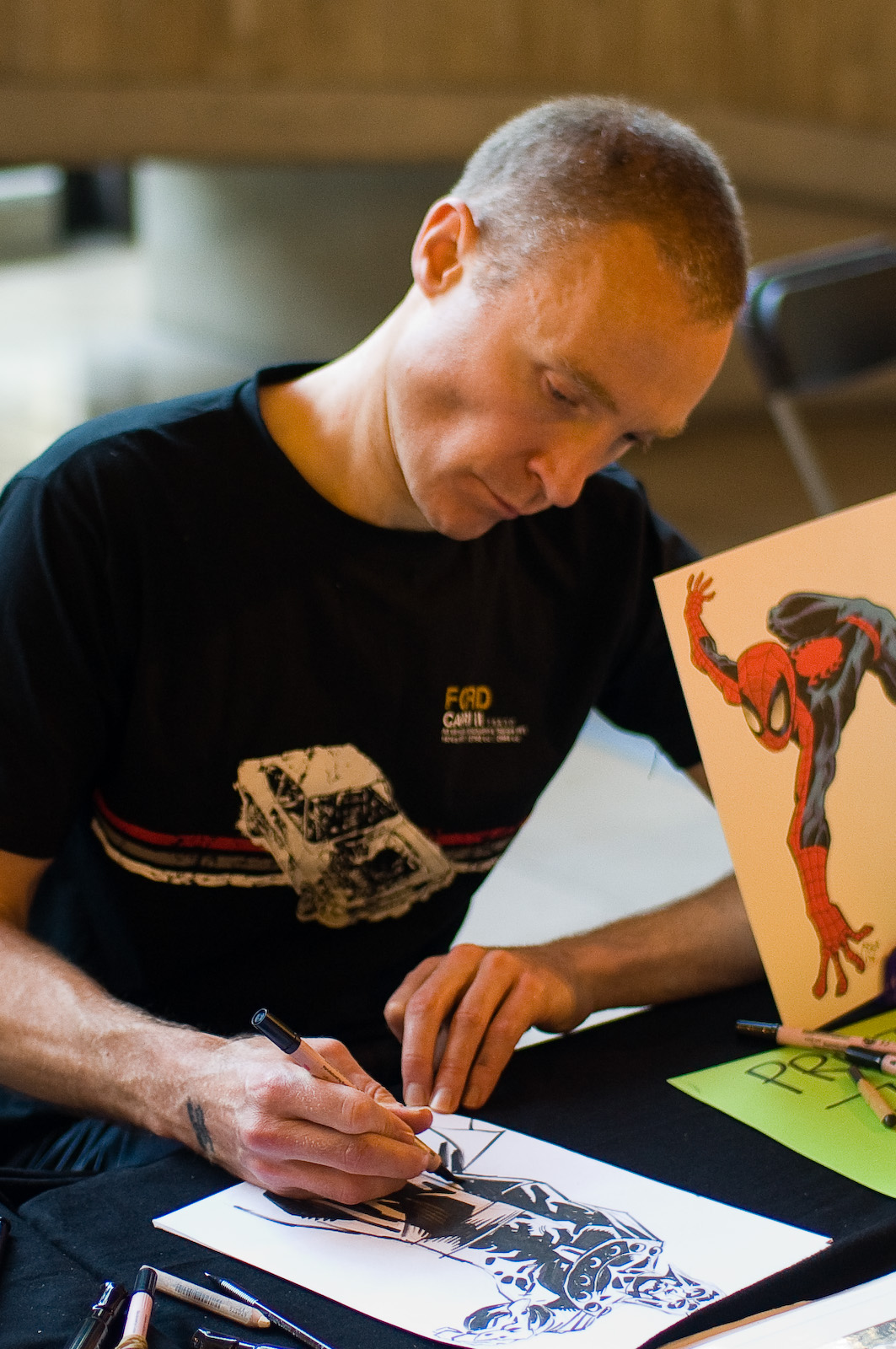
John McCrea

John McCrea (* 1966 in Belfast, Nordirland) ist ein britischer Comiczeichner.

## Leben und Arbeit
McCrea, der sich selbst auf John Byrne und Alan Davis als maßgebliche künstlerische Einflüsse beruft, begann in den 1980er Jahren als professioneller Comiczeichner zu arbeiten. Nachdem er zunächst Comicadaptionen zu Fernsehserien und Spielzeugen gestaltet - etwa BLAAM! oder The Centurions -  hatte legte er 1988 mit seinen Zeichnungen für die politische Serie Troubled Souls eine erste von der Kritik anerkannte Arbeit vor. Diese Tendenz setzte er mit dem Comic Crisis fort, das in einem realistischen Stil gehalten war. Dessen Fortsetzung, die Farce For a Few Troubles More markierte McCreas künstlerischen Schwenk hin zu einem cartoonhaften Zeichenstil. Diese Entwicklung wurde mit den Comics um Carla Allison in der Reihe Deadline bekräftigt.
1993 begann McCrea auch für den US-amerikanischen Comicmarkt zu arbeiten. Er zeichnete die von seinem Landsmann Garth Ennis verfassten Geschichten für die Comicserie The Demon, die von DC-Comics veröffentlicht wurden. Ebenfalls mit Ennis gestaltete McCrea die zwischen 1996 und 2001 veröffentlichte Serie Hitman, die durch eine vielschichtige Zeichensprache gekennzeichnet war, in der McCrea satirisch-überzogene Elemente mit Action und subtiler Charakterisierung der Akteure durch Zeichnungen kombinierte. Die 34. Ausgabe der Serie wurde dementsprechend mit einem Eisner Award honoriert. Für den Verlag Caliber schuf er zur selben Zeit die umstrittene, verbal und graphisch sehr provokative Serie Dicks, der 2002 ein Sequel, Dicks II, folgte, das von Avatar veröffentlicht wurde.
Seit dem Ende der Hitman-Serie hat McCrea für die Verlage DC, Bongo Comics, Marvel, Dark Horse und 2000AD gearbeitet. Für 2000AD zeichnete er Judge Dredd, für Dark Horse die Star Wars Tales, für Bongo Bart Simpson's Tree House of Terror, für Marvel den Punisher, die Reihe Hulk: Smash und die Miniserie Spider Man: Get Kraven, für DC Wonder Woman, Teen Titans Go und Batman: Legends of the Dark Knight.